# Entstehung und Probleme des Atlantischen Bündnisses
Entstehung und Probleme des Atlantischen Bündnisses ist eine wissenschaftliche Buchreihe, die vom Militärgeschichtlichen Forschungsamt begründet und aktuell von seiner Nachfolgeinstitution, dem Zentrum für Militärgeschichte und Sozialwissenschaften der Bundeswehr, herausgegeben wird.

## Profil der Buchreihe
Die Buchreihe wurde vom Militärgeschichtlichen Forschungsamt aus der Prämisse heraus begründet, dass „die NATO [...] das zentrale Element westlicher Sicherheitspolitik im Kalten Krieg“ ist. Die Buchreihe soll „die Entstehungsphase der nordatlantischen Allianz auf breiter Quellenbasis und mit vielfältigen wissenschaftlichen Ansätzen dargestell[en]“ und damit „jenseits der nationalen Sichtweisen [...] den Blick auf das Handeln der Allianz selbst als neuartiger, eigenständiger Faktor internationaler Politik nach dem Zweiten Weltkrieg eröffne[n]“.

## Übersicht
- Harald van Nes: Das Ringen um Berlin im Kalten Krieg. Die Geschichte von Live Oak. Berlin, München, Boston 2021  (Entstehung und Probleme des Atlantischen Bündnisses 12).

- Stefan Maximilian Brenner: Die NATO im griechisch-türkischen Konflikt 1954 bis 1989. Berlin 2017 (Entstehung und Probleme des Atlantischen Bündnisses 11).

- Bernd Lemke: Die Allied Mobile Force 1961 bis 2002. Berlin 2015 (Entstehung und Probleme des Atlantischen Bündnisses 10).

- Florian Seiller: Rüstungsintegration. Frankreich, die Bundesrepublik Deutschland und die Europäische Verteidigungsgemeinschaft 1950 bis 1954. Berlin 2015 (Entstehung und Probleme des Atlantischen Bündnisses 9).

- Agilolf Keßelring: Die Nordatlantische Allianz und Finnland 1949–1961. Perzeptionsmuster und Politik im Kalten Krieg. Berlin 2009 (Entstehung und Probleme des Atlantischen Bündnisses 8).

- Gero von Gersdorff: Die Gründung der Nordatlantischen Allianz Berlin 2009 (Entstehung und Probleme des Atlantischen Bündnisses 7).

- Dieter Krüger: Sicherheit durch Integration? Die wirtschaftliche und politische Integration Westeuropas 1947 bis 1957/58. Berlin 2003 (Entstehung und Probleme des Atlantischen Bündnisses 6).

- Helmut R. Hammerich: Jeder für sich und Amerika gegen alle? Die Lastenteilung der NATO am Beispiel des Temporary Council Committee 1949–1954. Berlin 2003 (Entstehung und Probleme des Atlantischen Bündnisses 5).

- Christian Greiner, Klaus A. Maier, Heinz Rebhan und Bruno Thoß: Die NATO als Militärallianz. Berlin 2003 (Entstehung und Probleme des Atlantischen Bündnisses 4).

- Vojtech Mastny, Gustav Schmidt, Norbert Wiggershaus und Dieter Krüger: Konfrontationsmuster des Kalten Krieges 1946 bis 1956. Berlin 2003 (Entstehung und Probleme des Atlantischen Bündnisses 3).

- Norbert Wiggershaus und Winfried Heinemann: Nationale Außen- und Bündnispolitik der NATO-Mitgliedstaaten. Berlin 2000 (Entstehung und Probleme des Atlantischen Bündnisses 2).

- Winfried Heinemann: Vom Zusammenwachsen des Bündnisses. Die Funktionsweise der NATO in ausgewählten Krisenfällen 1951–1956. Berlin 1998 (Entstehung und Probleme des Atlantischen Bündnisses 1).